# Žena sa suncobranom
Žena sa suncobranom (fra.: La Promenade), poznata i kao Gđa. Monet i njezin sin, je slika Claudea Moneta, najdosljednijeg francuskog slikara impresionizma, koja je nastala prilikom njegova obiteljskog izleta u Argenteuil 1875. godine.

## Odlike
Slika predstavlja dva lika koji nisu toliko dojmljivi koliko umjetnikova sposobnost hvatanja svjetla i vjetra na tkanini haljine. Promatrajući sliku možemo „osjetiti“ kako vjetar raznosi haljinu. Zbog oštre sjene na slici imamo dojam jake sunčeve svjetlosti, zbog koje boje izgledaju razigranije no što jesu. Ovaj dinamičan prikaz između ostalog ostavlja dojam mobilnosti, ali ponajviše refleksije (svjetlosti) koja se lako zamjećuje na ruci ženskog lika. Upravo je cilj impresionista bio zabilježiti igru svjetlosti, a Monet u ovom djelu to majstorski čini.
Za razliku od umjetnih konvencionalnih akademskih portreta, Monet otuđuje svoje likove slobodno poput njihove okoline. Spontanost i prirodnost prikaza su bili pohvaljeni kada se slika prvi put izložila na drugoj izložbi impresionista 1876. god.
Žena sa suncobranom je slikana vani, vjerojatno odjesnom u trajanju od nekoliko sati. Umjetnik teži prenijeti osjećaj usputnosti obiteljskog izleta, a ne formalan portret, te koristi pozu likova koji sugeriraju da su njegova supruga i sin prekinuti šetnji, dok on pokušava zabilježiti njihove portrete. Kratkoća trenutka koja je ovdje prikazana prenosi se pomoću repertoara brzih poteza u živim bojama, obilježja Monetovog stila koji je bio u formiranju. Sjajno sunce sja iza Camille kako bi izbjelio vrh njezina suncobrana i tkaninu koja lebdi na njezinim leđima, dok joj refleksije od poljskog cvijeća ispred nje boje haljinu u žuto.
Monet se nekoliko godina kasnije vratio ovom motivu, ovog puta slikajući svoju kćerku sa suncobranom na livadi u Givernyju 1886. god., a koje se danas nalaze u muzeju d'Orsay u Parizu. Izvornu sliku je Monet prodao 1876. god. u Parizu, a 1965. ju je kupio Paul Mellon, koji ju je donirao Nacionalnoj galeriji u Washingtonu.

## Vanjske poveznice
- (fr.) The Stroll, Camille Monet and Her Son Jean (Woman with a Parasol), artchive.com
- (engl.) Monet Woman with a Parasol – Madame Monet and Her Son  Arhivirana inačica izvorne stranice od 11. lipnja 2019. (Wayback Machine), C. Monet Gallery